# Trg hrvatskih velikana u Mostaru
Trg hrvatskih velikana (Rondo) je glavni trg, zapravo kružni tok u Mostaru. Nalazi se u zapadnom dijelu grada. Izgrađen je u austro-ugarsko doba, nakon oslobađanja od Osmanskog Carstva. S kružnog toka trga nastavlja se 6 aleja. Na Trgu hrvatskih velikana se nalazi Hrvatski dom Herceg Stjepan Kosača.

## Povijest
Planiranje i gradnja izvodili su se po modelu neobaroknoga kružnog trga na kojem se spajalo šest ulica.
Na sjednici 1894. godine mostarski gradonačelnik Ibrahim beg Kapetanović je izjavio:
Ja sam vidio u Beču i Pešti kako izgledaju ulice i stambena naselja i Mostar mora biti europski grad kao i svi gradovi u našoj Carevini. Mostar mora imati šire i ljepše ulice od Sarajeva.
Sagrađen je 1897. godine. Gradski inženjer Miloš Komadina razradio je 1897. plan oko trga. Po reguliranju središnjeg prostora trga probijene su Štefanijino šetalište (Stephanie Alee) i Liska ulica. Zatim su izgrađene četiri nove ulice uz koje se grade stambene vile te tako nastaje nova gradska četvrt.
Područje se ranije nazivalo Guvno.
Mostarsko-duvanjski biskup Paškal Buconjić kupio je zemljište u mostarskoj četvrti Rondo za izgradnju nove katedralne crkve. Zemljište za novu katedralu je kasnije stavljeno pod založno pravo u korist Hercegovačke franjevačke kustodije zbog duga. Katedrala nikada nije sagrađena, a posudbu su kasnije oduzele jugoslavenske komunističke vlasti, koje su na njenom mjestu sagradile Dom kulture.
Danas se tu nalazi Hrvatski dom Herceg Stjepan Kosača, a ispred Doma je spomenik hrvatskim žrtvama iz rata.

## Značajke
- Hrvatski dom Herceg Stjepan Kosača se nalazi između Ulice kralja Tvrtka i Ulice kralja Petra Krešimira IV. koja prema zapadu povezuje trg s Avenijom
  - Spomenik hrvatskim žrtvama Domovinskog rata i rata u BiH
- Prema sjeveru iz kružnog toka izlazi Ulica kralja Tvrtka
- Jugozapadni kraj Zrinjevca
- Prema istoku Rondo sa Španjolskim trgom povezuje Ulica Nikole Šubića Zrinskog (Šetalište)
- Između Šetališta i Ulice kneza Mihajla Viševića Humskog koje povezuju trg s Bulevarom nalazi se Rektorat Sveučilišta u Mostaru
- Na jug ide Ulica kraljice Katarine
- Na jugozapad ide Ulica kneza Branimira na kraju koje se nalazi Katedrala Marije Majke Crkve
- SPC Rondo se nalazi između Ulice kneza Branimira i Ulice kralja Petra Krešimira IV.

### Knjige
- Perić, Marko. 1986. Život i rad mostarsko-duvanjskih i trebinjsko-mrkanskih biskupa u zadnjih 100 godina.   Babić, Petar; Zovkić, Mato (ur.). Katolička crkva u Bosni i Hercegovini u XIX i XX stoljeću: povijesno-teološki simpozij prigodom stogodišnjice ponovne uspostave redovite hijerarhije u Bosni i Hercegovini. Vrhbosanska visoka teološka škola. Sarajevo.
- Perić, Marko. 2002. Hercegovačka afera: pregled događaja i važniji dokumenti. Biskupski ordinarijat Mostar. Mostar.

### Članci
- Puljić, Borislav. 2023. Urbanistički kompleks Rondo u Mostaru. Mostariensia. Sveučilište u Mostaru. Mostar. 27 (2): 111–128

### Mrežna sjedišta
- Paškal Buconjić, OFM (1881.-1910.). Mostarsko-Duvanjska i Trebinjsko-mrkanjska biskupija. Inačica izvorne stranice arhivirana 31. prosinca 2021. Pristupljeno 27. srpnja 2018.CS1 održavanje: bot: nepoznat status originalnog URL-a (link)